# Kristina Valada-Viars
Pour les articles homonymes, voir Valada et Viars.
Kristina Valada-Viars est une actrice de cinéma et de théâtre américaine,.

## Biographie
En 2012, elle tient le rôle principal du film Molly's Girl.

## Filmographie
- 2004 : The Door in the Floor : Effie
- 2006 : Law & Order: Criminal Intent (série télévisée) : Jenna Shea
- 2008 : Animal Husbandry : Cecilia Henry
- 2012 : Molly's Girl : Molly
- 2013 : Black Box : Kara
- 2014 : Shameless (série télévisée) : Liz
- 2015 : The Last Generation to Die (court métrage) : Heather
- 2017 : Written Off (court métrage) : la dame enceinte
- 2018 : Empire (série télévisée) : l'infirmière